# 尼崎市立武庫中学校
尼崎市立武庫中学校（あまがさきしりつ むこちゅうがっこう）は、兵庫県尼崎市武庫元町にある公立中学校。

## 沿革
- 1947年（昭和22年）4月22日 - 尼崎市立武庫中学校創立。

## 年間行事
- 入学式
- 修学旅行
- 体育大会
- トライやる・ウィーク
- 文化発表会
- 卒業式

## 部活動

### 運動部
- 陸上競技部
- 野球部
- バスケットボール部
- バレーボール部
- 柔道部
- サッカー部

### 文化部
- 吹奏楽部
- 美術部
- 放送部
- 書道部

## 通学区域が隣接している学校
- 尼崎市立南武庫之荘中学校
- 尼崎市立武庫東中学校
- 尼崎市立常陽中学校
- 西宮市立甲武中学校
- 西宮市立瓦木中学校